# Список министров по делам семьи Германии
Данный список представляет глав Федерального министерства по делам семьи Германии и учреждений, выполнявших соответствующие функции. Это довольно молодой институт, возглавляемый преимущественно женщинами. Перечень охватывает исторический период с момента основания министерства (в 1953 году) по настоящее время.
В Германской Демократической Республике Министерство по делам семьи было создано в марте 1990 и просуществовало лишь несколько месяцев до объединения Германии. Министром была Криста Шмидт.

## Министры по делам семьи Федеративной Республики Германии, 1953—1990

Герб ФРГ

### Министр по делам семьи, 1953—1957
| Имя                   | Дата вступления в должность | Дата снятия с должности | Партия |
| --------------------- | --------------------------- | ----------------------- | ------ |
| Франц-Йозеф Вюрмелинг | 20 октября 1953             | 29 октября 1957         | ХДС    |

### Министры по делам семьи и молодёжи, 1953—1969
| Имя                   | Дата вступления в должность | Дата снятия с должности | Партия |
| --------------------- | --------------------------- | ----------------------- | ------ |
| Франц-Йозеф Вюрмелинг | 29 октября 1957             | 13 декабря 1962         | ХДС    |
| Бруно Хек             | 14 декабря 1962             | 2 октября 1968          | ХДС    |
| Энне Браукзипе        | 16 октября 1968             | 21 октября 1969         | ХДС    |

### Министры по делам молодёжи, семьи и здоровья, 1969—1986
| Имя            | Дата вступления в должность | Дата снятия с должности | Партия |
| -------------- | --------------------------- | ----------------------- | ------ |
| Кете Штробель  | 22 октября 1969             | 15 декабря 1972         | СДПГ   |
| Катарина Фокке | 15 декабря 1972             | 14 декабря 1976         | СДПГ   |
| Антье Хубер    | 16 декабря 1976             | 28 апреля 1982          | СДПГ   |
| Анке Фукс      | 28 апреля 1982              | 1 октября 1982          | СДПГ   |
| Генрих Гайслер | 4 октября 1982              | 26 сентября 1985        | ХДС    |
| Рита Зюсмут    | 26 сентября 1985            | 5 июня 1988             | ХДС    |

### Министры по делам молодёжи, семьи, женщин и здоровья, 1986—1990
| Имя         | Дата вступления в должность | Дата снятия с должности | Партия |
| ----------- | --------------------------- | ----------------------- | ------ |
| Рита Зюсмут | 6 июня 1988                 | 9 декабря 1990          | ХДС    |
| Урсула Лер  | 9 декабря 1988              | 18 января 1990          | ХДС    |

## Министры по делам семьи Федеративной Республики Германия, 1990 — настоящее время

Герб ФРГ

### Министр по делам молодёжи, семьи и здоровья, 1990—1991
| Имя        | Дата вступления в должность | Дата снятия с должности | Партия |
| ---------- | --------------------------- | ----------------------- | ------ |
| Урсула Лер | 18 января 1990              | 18 января 1991          | ХДС    |

### Министр по делам семьи и пенсионеров, 1991—1994
| Имя            | Дата вступления в должность | Дата снятия с должности | Партия |
| -------------- | --------------------------- | ----------------------- | ------ |
| Ханнелора Рёнш | 18 января 1991              | 17 ноября 1994          | ХДС    |

### Министр по делам женщин и молодёжи, 1991—1994
| Имя            | Дата вступления в должность | Дата снятия с должности | Партия |
| -------------- | --------------------------- | ----------------------- | ------ |
| Ангела Меркель | 18 января 1991              | 17 ноября 1994          | ХДС    |

### Министры по делам семьи, пожилых людей, женщин и молодежи, 1994 — настоящее время
| Имя                  | Дата вступления в должность | Дата снятия с должности | Партия  |
| -------------------- | --------------------------- | ----------------------- | ------- |
| Клаудия Нольте       | 17 ноября 1994              | 26 октября 1998         | ХДС     |
| Кристина Бергман     | 27 октября 1998             | 22 октября 2002         | СДПГ    |
| Рената Шмидт         | 22 октября 2002             | 22 ноября 2005          | СДПГ    |
| Урсула фон дер Ляйен | 22 ноября 2005              | 30 ноября 2009          | ХДС     |
| Кристина Шрёдер      | 30 ноября 2009              | 17 декабря 2013         | ХДС     |
| Мануэла Швезиг       | 17 декабря 2013             | 2 июня 2017             | СДПГ    |
| Катарина Барли       | 2 июня 2017                 | 14 марта 2018           | СДПГ    |
| Франциска Гиффай     | 14 марта 2018               | 19 мая 2021             | СДПГ    |
| Кристина Ламбрехт    | 19 мая 2021                 | 8 декабря 2021          | СДПГ    |
| Анне Шпигель         | 8 декабря 2021              | 25 апреля 2022          | Зелёные |
| Лиза Паус            | 25 апреля 2022              | в должности             | Зелёные |